# Stephen Crainey
Stephen Daniel Crainey (Glasgow, Escocia, 22 de junio de 1981) es un entrenador y exfutbolista escocés. Jugaba de defensa y su último equipo fue el A. F. C. Flyde de Inglaterra. Desde noviembre de 2022 trabaja en el equipo sub-21 del Wigan Athletic F. C.

## Selección nacional
Fue internacional con la selección de fútbol de Escocia en doce ocasiones.

## Clubes

### Como jugador
| Club                 | País       | Año       |
| -------------------- | ---------- | --------- |
| Celtic F. C.         | Escocia    | 1997-2004 |
| Southampton F. C.    | Inglaterra | 2004      |
| Leeds United F. C.   | Inglaterra | 2004-2007 |
| Blackpool F. C.      | Inglaterra | 2007-2013 |
| Wigan Athletic F. C. | Inglaterra | 2013-2014 |
| Fletwood Town F. C.  | Inglaterra | 2014-2015 |
| A. F. C. Flyde       | Inglaterra | 2015-2016 |

### Como entrenador
| Club                        | País       | Año       |
| --------------------------- | ---------- | --------- |
| Fleetwood Town F. C.        | Inglaterra | 2021-2022 |
| Fleetwood Town F. C. sub-23 | Inglaterra | 2022      |

## Palmarés

### Títulos nacionales
| Título                     | Club         | País    | Año  |
| -------------------------- | ------------ | ------- | ---- |
| Copa de la Liga de Escocia | Celtic F. C. | Escocia | 2001 |
| Premier League de Escocia  | Celtic F. C. | Escocia | 2001 |
| Copa de Escocia            | Celtic F. C. | Escocia | 2001 |
| Premier League de Escocia  | Celtic F. C. | Escocia | 2002 |
| Premier League de Escocia  | Celtic F. C. | Escocia | 2004 |